# NGC 2038
NGC 2038 ist ein offener Sternhaufen in der Großen Magellanschen Wolke im Sternbild Mensa. Der Sternhaufen wurde am 24. November 1834 von dem Astronomen John Herschel entdeckt. Die Entdeckung wurde später im New General Catalogue verzeichnet.